# Voo Philippine Airlines 137
O voo 137 da Philippine Airlines era um voo de linha entre o Aeroporto Internacional Ninoy Aquino de Manila e o Aeroporto Doméstico de Bacólod.

## O acidente
No dia 22 de março de 1998, o voo 137 passou do final da pista enquanto aterrissava no Aeroporto Doméstico de Bacólod.  Não houve mortes entre os passageiros e os membros da tripulação, mas três pessoas morreram no solo pois a aeronave colidiu contra uma área residencial.
A aeronave, um Airbus A320-214 de prefixo RP-C3222, ficou destruída. O avião fora usado apenas durante os três meses anteriores ao acidente.
Um erro dos computadores de bordo impediu que a velocidade fosse reduzida para "idle" (marcha lenta), o que impediu o acionamento dos spoilers. A turbina descontrolada fora desligada, os freios aplicados, mas a aeronave não foi capaz da parar antes do fim da pista.